# (779) Nina
(779) Nina ist ein Asteroid des Hauptgürtels, der am 25. Januar 1914 vom russischen Astronomen Grigori Nikolajewitsch Neuimin in Simejis entdeckt wurde.
Benannt ist der Asteroid nach der Mathematikerin Nina Nikolajewna Neuimina, der Schwester des Entdeckers.